# Bactrocera flavoscutellata
Bactrocera flavoscutellata är en tvåvingeart som beskrevs av Lin och Wang 2005. Bactrocera flavoscutellata ingår i släktet Bactrocera och familjen borrflugor. Inga underarter finns listade.